# Landtagswahlkreis Hansestadt Rostock III
Der Landtagswahlkreis Hansestadt Rostock III (bis 2015: Rostock III) ist ein Landtagswahlkreis in Mecklenburg-Vorpommern. Er umfasst von der Hansestadt Rostock das „Komponistenviertel“ im Ortsteil Reutershagen sowie die Ortsteile Kröpeliner-Tor-Vorstadt, Hansaviertel, Gartenstadt, Südstadt und Biestow.
Der Wahlkreis ist eine Hochburg der SPD, die seit der Wende stets das Direktmandat gewann.

## Wahl 2021
Bei der Landtagswahl in Mecklenburg-Vorpommern 2021 gab es in diesem Wahlkreis folgendes Ergebnis:
| Partei                | Direktkandidat       | Erststimmen      | Zweitstimmen     |
| --------------------- | -------------------- | ---------------- | ---------------- |
| SPD                   | Julian Barlen        | 30,6 %           | 35,3 %           |
| AfD                   | Roswita Katscher     | 8,1 %            | 7,4 %            |
| CDU                   | Jens Lindloff-Rühse  | 10,4 %           | 8,8 %            |
| Die Linke             | Eva-Maria Kröger     | 20,5 %           | 14,7 %           |
| Bündnis 90/Die Grünen | Christopher Dietrich | 16,7 %           | 18,0 %           |
| FDP                   | Noah Böhringer       | 5,8 %            | 6,5 %            |
| NPD                   |                      |                  | 0,2 %            |
| Tierschutzpartei      | Janina Goldschmidt   | 4,1 %            | 2,3 %            |
| Freier Horizont       |                      |                  | 0,2 %            |
| Die PARTEI            |                      |                  | 1,7 %            |
| Freie Wähler          | Manuela Dostal       | 1,4 %            | 0,8 %            |
| Piratenpartei         |                      |                  | 0,6 %            |
| DKP                   |                      |                  | 0,1 %            |
| Bündnis C             |                      |                  | 0,1 %            |
| Tierschutz hier!      |                      |                  | 0,2 %            |
| dieBasis              | Peter Anders         | 2,2 %            | 1,9 %            |
| DiB                   |                      |                  | 0,1 %            |
| FPA                   | Pia Borkenhagen      | 0,4              | 0,1 %            |
| LKR                   |                      |                  | 0,0 %            |
| ÖDP                   |                      |                  | 0,2 %            |
| Die Humanisten        |                      |                  | 0,3 %            |
| Gesundheitsforschung  |                      |                  | 0,2 %            |
| Team Todenhöfer       |                      |                  | 0,2 %            |
| UNABHÄNGIGE           |                      |                  | 0,2 %            |
| Wahlberechtigte       | 43.845 Einwohner     | 43.845 Einwohner | 43.845 Einwohner |
| Wahlbeteiligung       | 80,7 %               | 80,7 %           | 80,7 %           |

## Wahl 2016
Bei der Landtagswahl in Mecklenburg-Vorpommern 2016 gab es in diesem Wahlkreis folgende Ergebnisse:
| Partei                | Direktkandidat    | Erststimmen | Zweitstimmen |
| --------------------- | ----------------- | ----------- | ------------ |
| SPD                   | Mathias Brodkorb  | 31,4 %      | 32,6 %       |
| CDU                   | Michael Silkeit   | 16,6 %      | 16,1 %       |
| Die Linke             | Eva-Maria Kröger  | 20,6 %      | 16,9 %       |
| Bündnis 90/Die Grünen | Johannes Saalfeld | 11,5 %      | 12,0 %       |
| NPD                   |                   |             | 0,8 %        |
| FDP                   | Michael vom Baur  | 3,3 %       | 3,3 %        |
| Piratenpartei         |                   |             | 0,7 %        |
| Familien-Partei       |                   |             | 0,5 %        |
| Freie Wähler          |                   |             | 0,2 %        |
| Die PARTEI            | Eric Adelsberger  | 2,9 %       | 2,5 %        |
| Die Achtsamen         |                   |             | 0,1 %        |
| ALFA                  |                   |             | 0,3 %        |
| AfD                   | Holger Arppe      | 12,2 %      | 12,2 %       |
| Bündnis C             |                   |             | 0,1 %        |
| DKP                   |                   |             | 0,3 %        |
| Freier Horizont       | Ralf Mundkowski   | 1,3 %       | 0,4 %        |
| Tierschutzpartei      |                   |             | 1,0 %        |
| Wahlberechtigte       | 45.278            | 45.278      | 45.278       |
| Wahlbeteiligung       | 70,7 %            | 70,7 %      | 70,7 %       |

Der direkt gewählte Abgeordnete Mathias Brodkorb (SPD) wurde nach der Wahl und der Regierungsbildung zum Kabinett Sellering III am 1. November 2016 zum Finanzminister Mecklenburg-Vorpommerns ernannt. Dieses Amt legte er mit sofortiger Wirkung am 29. April 2019 nieder. Zudem legte er im Oktober 2019 das Landtagsmandat nieder und wurde Aufsichtsratschef der Unikliniken Rostock und Greifswald. Aus dem Wahlkreis Rostock III wurden zudem Eva-Maria Kröger ( Die Linke) und Holger Arppe (für die AfD) über die Landeslisten ihrer Partei in den Landtag des Landes Mecklenburg-Vorpommern gewählt.
Der Abgeordnete Holger Arppe wurde Juni 2018 aus der Partei und Fraktion der AfD im Landtag ausgeschlossen, nach dem im Oktober 2017 seine Immunität auf Empfehlung des parlamentarischen Rechtsausschusses vom Landtag Mecklenburg-Vorpommern einstimmig aufgehoben wurde und Arppe im Mai 2018 vom Landgericht Rostock wegen Volksverhetzung zu einer Geldstrafe in Höhe von 90 Tagessätzen à 100 € verurteilt wurde.

## Wahl 2011
Bei der Landtagswahl in Mecklenburg-Vorpommern 2011 gab es folgende Ergebnisse:
| Partei          | Direktkandidat     | Erststimmen     | Zweitstimmen    |
| --------------- | ------------------ | --------------- | --------------- |
| SPD             | Mathias Brodkorb   | 41,5 %          | 32,7 %          |
| GRÜNE           | Johannes Saalfeld  | 13,8 %          | 19,1 %          |
| Die Linke       | Lars Kulesch       | 18,2 %          | 18,0 %          |
| CDU             | Michael Silkeit    | 18,4 %          | 17,0 %          |
| PIRATEN         | Michael Rudolph    | 3,0 %           | 4,9 %           |
| NPD             | Jörn Stelter       | 2,7 %           | 2,8 %           |
| FDP             | Jan Hendrik Hammer | 2,5 %           | 2,5 %           |
| FAMILIE         |                    |                 | 1,3 %           |
| Die PARTEI      |                    |                 | 0,6 %           |
| FREIE WÄHLER    |                    |                 | 0,5 %           |
| AB              |                    |                 | 0,2 %           |
| ödp             |                    |                 | 0,1 %           |
| APD             |                    |                 | 0,1 %           |
| AUF             |                    |                 | 0,1 %           |
| REP             |                    |                 | 0,1 %           |
| PBC             |                    |                 | 0,1 %           |
| Wahlberechtigte | 45965 Einwohner    | 45965 Einwohner | 45965 Einwohner |
| Wahlbeteiligung | 58,7 %             | 58,7 %          | 58,7 %          |

Der direkt gewählte Abgeordnete Mathias Brodkorb (SPD) wurde nach der Wahl und der Regierungsbildung zum Kabinett Sellering II zum Minister für Bildung, Wissenschaft und Kultur Mecklenburg-Vorpommerns ernannt.

## Wahl 2006
Bei der Landtagswahl in Mecklenburg-Vorpommern 2006 gab es folgende Ergebnisse:
| Partei          | Direktkandidat      | Erststimmen     | Zweitstimmen    |
| --------------- | ------------------- | --------------- | --------------- |
| SPD             | Norbert Baunach     | 34,9 %          | 32,3 %          |
| CDU             | André Specht        | 24,7 %          | 23,3 %          |
| PDS             | Assion Akuetey-Akue | 16,6 %          | 18,1 %          |
| FDP             | Norbert Ulfig       | 8,0 %           | 9,6 %           |
| GRÜNE           | Anette Niemeyer     | 6,9 %           | 8,5 %           |
| NPD             | Dirk Bethke         | 3,5 %           | 3,8 %           |
| Bündnis für M-V | Sybille Bachmann    | 3,2 %           | 1,2 %           |
| GRAUE           | Ingrid Köpke        | 1,3 %           | 1,0 %           |
| FAMILIE         |                     |                 | 0,9 %           |
| WASG            | René Henze          | 0,9 %           | 0,7 %           |
| PBC             |                     |                 | 0,2 %           |
| Deutschland     |                     |                 | 0,1 %           |
| AGFG            |                     |                 | 0,1 %           |
| Offensive D     |                     |                 | 0,1 %           |
| AB              |                     |                 | 0,1 %           |
| APD             |                     |                 | 0,1 %           |
| Wahlberechtigte | 44977 Einwohner     | 44977 Einwohner | 44977 Einwohner |
| Wahlbeteiligung | 64,6 %              | 64,6 %          | 64,6 %          |

## Wahl 2002
Bei der Landtagswahl in Mecklenburg-Vorpommern 2002 gab es folgende Ergebnisse:
| Partei          | Direktkandidat        | Erststimmen     | Zweitstimmen    |
| --------------- | --------------------- | --------------- | --------------- |
| SPD             | Norbert Baunach       | 45,2 %          | 45,8 %          |
| CDU             | Nils Albrecht         | 23,0 %          | 24,0 %          |
| PDS             | Patrick Hoppe         | 17,8 %          | 18,1 %          |
| GRÜNE           | Ralph Kirsten         | 5,7 %           | 5,7 %           |
| FDP             | Ulrich Seidel         | 5,5 %           | 4,3 %           |
| Schill          | Thomas Rogalla        | 1,5 %           | 1,3 %           |
| Spaßpartei      | Oliver Schubert       | 1,1 %           | 0,7 %           |
| NPD             |                       |                 | 0,4 %           |
| GRAUE           | Manfred Lungershausen | 0,5 %           | 0,3 %           |
| Bürgerpartei MV |                       |                 | 0,2 %           |
| PBC             |                       |                 | 0,1 %           |
| REP             |                       |                 | 0,1 %           |
| V.P.M.V.        |                       |                 | 0,0 %           |
| SLP             |                       |                 | 0,0 %           |
| Wahlberechtigte | 41871 Einwohner       | 41871 Einwohner | 41871 Einwohner |
| Wahlbeteiligung | 76,2 %                | 76,2 %          | 76,2 %          |

## Wahl 1998
Bei der Landtagswahl in Mecklenburg-Vorpommern 1998 gab es folgende Ergebnisse:
| Partei          | Direktkandidat  | Erststimmen     | Zweitstimmen    |
| --------------- | --------------- | --------------- | --------------- |
| SPD             | Norbert Baunach | 38,8 %          | 37,5 %          |
| PDS             |                 | 29,9 %          | 28,1 %          |
| CDU             |                 | 24,4 %          | 24,0 %          |
| GRÜNE           |                 | 4,9 %           | 4,9 %           |
| DVU             |                 |                 | 1,6 %           |
| FDP             |                 | 1,4 %           | 1,5 %           |
| Pro DM          |                 |                 | 0,9 %           |
| NPD             |                 |                 | 0,7 %           |
| GRAUE           |                 |                 | 0,2 %           |
| REP             |                 |                 | 0,2 %           |
| BfB             |                 |                 | 0,2 %           |
| AB 2000         |                 | 0,5 %           | 0,1 %           |
| PBC             |                 |                 | 0,1 %           |
| Wahlberechtigte | 39739 Einwohner | 39739 Einwohner | 39739 Einwohner |
| Wahlbeteiligung | 82,4 %          | 82,4 %          | 82,4 %          |

## Wahl 1994
Bei der Landtagswahl in Mecklenburg-Vorpommern 1994 gab es folgende Ergebnisse:
| Partei          | Direktkandidat  | Erststimmen     | Zweitstimmen    |
| --------------- | --------------- | --------------- | --------------- |
| SPD             | Norbert Baunach | 33,1 %          | 34,0 %          |
| CDU             |                 | 28,7 %          | 28,5 %          |
| PDS             |                 | 27,9 %          | 26,2 %          |
| GRÜNE           |                 | 8,2 %           | 6,2 %           |
| FDP             |                 | 2,1 %           | 3,0 %           |
| REP             |                 |                 | 0,6 %           |
| GRAUE           |                 |                 | 0,5 %           |
| PASS            |                 |                 | 0,4 %           |
| NPD             |                 |                 | 0,2 %           |
| NATURGESETZ     |                 |                 | 0,2 %           |
| BUMV            |                 |                 | 0,2 %           |
| PBC             |                 |                 | 0,1 %           |
| NdB             |                 |                 | 0,0 %           |
| Wahlberechtigte | 41388 Einwohner | 41388 Einwohner | 41388 Einwohner |
| Wahlbeteiligung | 75,3 %          | 75,3 %          | 75,3 %          |

## Wahl 1990
Die Aufteilung der Wahlkreise 1990 ist mit der späteren im Allgemeinen nicht deckungsgleich. Der Landtagswahlkreis Rostock III war mit dem heutigen Landtagswahlkreis Rostock III weitgehend identisch, hatte jedoch die Wahlkreisnummer 15.
Als Direktkandidat wurde Harald Ringstorff (SPD) gewählt.